# Ketindan
Ketindan is een bestuurslaag in het regentschap Malang van de provincie Oost-Java, Indonesië. Ketindan telt 7750 inwoners (volkstelling 2010).